# Hejalutz Lamerjav
Hejalutz Lamerjav (en hebreo: החלוץ למרחב) es un Movimiento Juvenil Sionista activo en Argentina y México, ideológicamente, es considerado como un movimiento jalutziano y kibutziano, pionero y a favor de los kibutzim. El movimiento defiende que el pueblo judío forma parte de una nación, y que la diáspora judía, el Galut, es una anomalía, por lo tanto, aspira a la realización de sus integrantes mediante la Aliá, el retorno de sus miembros al estado sionista de Israel. La Tnuá basa toda su estructura en los kibutzim, la mayoría de la terminología que se utiliza en la Tnuá, procede del idioma hebreo, no se debe confundir a esta Tnuá con el movimiento juvenil sionista europeo HeHalutz, que fue creado por el judío Joseph Trumpeldor, ya que dicho movimiento desapareció durante el Holocausto.

## Historia de Hejalutz Lamerjav

### Surgimiento
Tras la Segunda Guerra Mundial, la comunidad judía argentina, apoyaba de forma mayoritaria la creación del estado de Israel. Sin embargo, esta comunidad se encontraba dividida en diferentes organizaciones y movimientos tales como los sionistas generales, los movimientos partidarios y los clubes sociales, como por ejemplo el club Macabi y el club Hebraica.
Los comunes denominadores entre todas estas agrupaciones eran:
- La identificación con la lucha por la independencia del Estado de Israel.

- La búsqueda de una vida judía auténtica en lo social y en lo cultural.

La comunidad estaba dividida en la parte ideológica, en las cual el sionismo tenía dos aceptaciones diferentes:
- Identificación emocional con Israel, pero desarrollo cultural y social dentro de la comunidad y la sociedad argentina.

- Identificación total con Eretz Israel en todo momento, llevando a cabo la realización personal a través de la Aliá.

Los que optaron por la segunda opción tenían clara la necesidad de hacer Aliá (inmigración al Estado de Israel). ¿Pero cómo? La respuesta fue: El Kibutz, que en ese momento necesitaba la fuerza de trabajo de los nuevos emigrantes judíos (olim jadashim) y estaban abiertos a recepción de nuevos inmigrantes judíos (olim) para ello se crearon diferentes movimientos jalutzianos que creían que con la creación del nuevo estado judío podían aumentar sus filas. De los nuevos movimientos juveniles sionistas creados a fines de 1947, se destacaron por sus actividades sionistas cuatro de ellos:

#### Movimiento Jalutziano Macabi
Surgió del club deportivo más grande de Argentina el club Macabi, como un grupo que comenzó a identificarse con la ideología pionera y jalutziana, creando conflictos dentro del club, ya que Macabi no tenía entre sus objetivos promover la Aliá ni la jalutziut, el pionerismo. 
Comenzó trabajando clandestinamente dentro del club, y en 1951 se formó como movimiento jalutziano macabi, creando sedes en Rosario (Argentina), en La Plata y posteriormente en Bahía Blanca y en Córdoba (Argentina).

#### Club Acción Sionista Sefaradí
Dentro de la Kehilá (comunidad) Sefardí del barrio de Flores, existían algunos clubes sociales. Sin embargo, algunos clubes con ideología sionista pretendían otros objetivos, y con la ayuda del movimiento jalutziano macabi se constituyeron como movimiento jalutziano, aunque en el seno de dicha comunidad.

#### Kadima Hatzair
De la comunidad alemana de Belgrano surgió un grupo activo en una escuela que más tarde se llamaría escuela Teodoro Herzl. Este centro tuvo una intensa actividad recolectando fondos para el desarrollo judío en la Tierra de Israel. Además, crearon el movimiento juvenil, que junto a Macabi fue la semilla jalutziana que mostró una mayor actividad en la nueva Tnuá que se estaba gestando.

#### Ken Geulá
En el centro comunitario Herzliya, ubicado en el barrio de la Paternal, el Ken Gueulá fue fundado por algunos militantes de la Tnuá Hashomer Hatzair. En este centro, surgió un nuevo grupo que defendía la necesidad de hacer Aliá, y que defendía al movimiento pionero jalutziano, de esta manera fue creado el Ken Geulá, contando para ello con la ayuda del movimiento jalutziano Macabi.
En 1948 se creó el Comité Unificado de Movimientos Jalutzianos Apartidarios (que agrupaba a los centros anteriormente nombrados). Comenzó funcionando con un comité de educación (jinuj), con representantes de los cuatro centros, elaborando los módulos educativos para los nuevos monitores (los madrijim), se realizaban unos campamentos llamados (mahanot) y se intercambiaban los madrijim.
Por otra parte, los Movimientos Jalutzianos Partidarios vieron en estas pequeñas nuevas tnuot una seria competencia para ellos, y utilizaron toda su influencia para impedir cualquier tipo de ayuda económica por parte de las instituciones judías centrales.

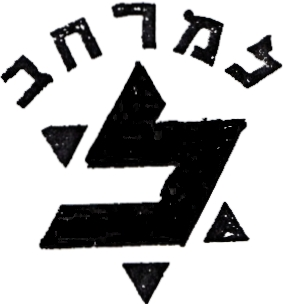
Símbolo de la Tnuá Lamerjav.

En 1950 comenzaron los preparativos para concretar el primer Garin Aliá (un grupo creado para inmigrar al nuevo estado de Israel). El kibutz unificado sería la corriente ideológica más adecuada para llevar a cabo el asentamiento, pero posteriormente se resolvió no depender directamente de ninguna corriente kibutziana y concretar el ideal del kibutz de manera independiente. Finalmente, las cuatro tnuot finalmente se unificaron creando el novimiento jalutziano unificado Lamerjav en el año 1949.

### Primer Período
Al realizarse la primera moatzá (consejo) de Lamerjav (en Rosario (Argentina)), se decidió que el javer tnuá (miembro del movimiento) debe pasar las siguientes etapas: Kvutzá (grupo), Majanot Kaitz (campamentos de verano), Hajshará (preparación) en Argentina, Aliá y Hajshará en Israel, Asentamiento en Israel (en kibutz de la tnuá).
La primera Hajshará Apartidaria (una especie de kibutz en Argentina) se hizo en Moisés Ville. Lo que cultivaban lo vendían en el pueblo, ya que el presupuesto que pasaba la Agencia Judía para Israel muchas veces no era suficiente.
Entre los años 1951 y 1953 llegaron a Israel cinco Garinei Aliá que llegaron al Kibutz Kineret. Antes de lograr su objetivo principal (crear el kibutz apartidario) decidieron pasar un período en un kibutz joven: Alumot. En 1954, luego de esperar refuerzos de nuevos garinim, se eligió un terreno estratégico cerca de la frontera con Jordania, y allí fue proclamado el primer Kibutz Apartidario: Bahan.

### Separación
En 1954 un grupo fue acusado de actuar con tendencias partidarias y, de esa manera, comprometer a los principios básicos de Lamerjav. Después de una Veidá Rashit, se decidió la expulsión de dichos javerim, quienes crearon el Movimiento Jalutziano Independiente Hejalutz Haatzmaí. 
Según relatos de los jóvenes que participaron en esa Veida Rashit al decidirse la expulsión de parte de los javerim, los mismos viajaron inmediatamente al interior del país y de esa manera fueron determinados a que tnua correspondía cada ken.  
A raíz de este conflicto, un Garín Aliá decidió no ir a Bahan, y optó por Neot Mordejai, siendo este el único kibutz que se mantuvo independiente de toda corriente partidaria.
En tanto, en Argentina cada tnuá funcionaba en sus respectivos keinim:
- Lamerjav: Metzadá (Buenos Aires) y Macabi (Buenos Aires); Noar Sioni (Córdoba (Argentina)); Mivtzar (La Plata); Tzameret (Bahía Blanca (ciudad))
- Hejalutz Haatzmaí: Peulá, Geulá, Aisuh y Kadima (Buenos Aires); Bamifal (Gral. Roca)

En 1960 se establece un acuerdo entre Hatzofim (una tnuá israelí) y Lamerjav, con el cual se establecen relaciones de intercambios de shlijim, y el envío de kvutzot de Hatzofim a Bahan. También se decide el envío de Garinei Aliá sudamericanos al Kibutz Magal, concretándose el primero en 1961.

### Reunificación
En 1964, y luego de diez años de la separación, comienzan a entablar relaciones nuevamente las dos tnuot. Se realizan peulot en conjunto e intercambio de madrijim en 1966, y un año después, se realiza una Veidá Rashit que unificó a ambas tnuot, creando así a la Tnuat Noar Hejalutz Lamerjav. El merkaz Macabi (de Lamerjav) y el merkaz Geulá (de Hejalutz Haatzmaí) se unieron, dando lugar a Haiesod, merkaz de la unificación. Hubo cierto cambio de valores, se cambia la anivá por el simán y se cambió la palabra ken por merkaz.
En 1967 el primer Garín Aliá de Hejalutz Lamerjav decide refundar el Kibutz Alumot. Tres Garinei Aliá entre 1970 y 1974 ayudaron en esta tarea.
En 1970, algunos jóvenes mexicanos, a raíz del descontento con las actividades sionistas de dicho país, abandonan la tnuá Hanoar Hatzioní y crean Hejalutz Lamerjav en México.
Con el golpe militar de 1976, las cosas se complicaron para la tnuá. La falta de democracia y las repetidas persecuciones obligaban a no realizar actividades ideológicas abiertamente. Muchos javerim (algunos además de activar en la tnuá, militaban en partidos u organizaciones de izquierda) eran perseguidos y algunos desaparecieron. Fue una época de grandes dificultades y discusiones ideológicas. Se cierran varios merkazim y en 1981 la tnuá trabaja en: Metzadá y Haiesod (Buenos Aires), Kadima (San Martín), Hagshamá (Bahía Blanca) y Jaim Brande (Rivera). 
En 1983 un nuevo Garín busca un kibutz donde asentarse, y encuentra Tlalim, un kibutz joven de sólo dos años de vida. Luego del tercer Garín Aliá a este kibutz, y debido a la desproporción entre habitantes israelíes y argentinos, se suspende el envío de javerim a ese kibutz. En 1992 se cortaron finalmente los lazos entre el kibutz y la tnuá.
En 1984 se confirma la inclusión de Neuquén, Bernasconi, Córdoba, Rosario y se realiza un contacto con Tucumán. Como un intento de democratizar la tnuá, comienza a funcionar una Mazkirut Artzit en la que participan mensualmente javerim de todo el país. En 1989 se consolida el trabajo del nuevo merkaz Dor Jadash (en Cipolletti) y sale un Garín Alía a Magal.
A partir de 1992, Hejalutz Lamerjav ya es considerada la tnuá más grande de Argentina, y nuevas comunidades participan de los encuentros: Trelew, San Juan y San Luis. Un año después se consolidan como merkazim Kadima (Mendoza) y Dor Hemshej (San Juan). Metzadá comientza a trabajar con el club Oriente, aunque esta relación se corta en 1998. En 1995 ingresan a la tnuá los merkazim Macabi Hatzair (Santa Fe) e Iajad (Bariloche). En el año 2000, hace ingreso a la tnuá el merkaz Ruaj (Comodoro Rivadavia).

## Merkazim
| Merkaz         | Ciudad                | País      |
| -------------- | --------------------- | --------- |
| Dor Hemshej    | San Juan              | Argentina |
| Dor Jadash     | Cipolletti            | Argentina |
| Etgar          | Rosario (Argentina)   | Argentina |
| Hagshamá       | Bahía Blanca (ciudad) | Argentina |
| Hemek Hatikvá  | Catamarca             | Argentina |
| Iajad          | Bariloche             | Argentina |
| Jaim Brande    | Rivera                | Argentina |
| Kadima         | Mendoza               | Argentina |
| Lanetzaj       | San Luis              | Argentina |
| Macabi Hatzair | Santa Fe              | Argentina |
| Metzadá        | Buenos Aires          | Argentina |
| Ruaj           | Comodoro Rivadavia    | Argentina |
| Shemesh Haolá  | Gral. Roca            | Argentina |
| Shoresh        | Córdoba (Argentina)   | Argentina |
| CEHN           | Neuquén               | Argentina |
| Najshón        | México, D. F.         | México    |
| Kadima         | San Martin            | Argentina |

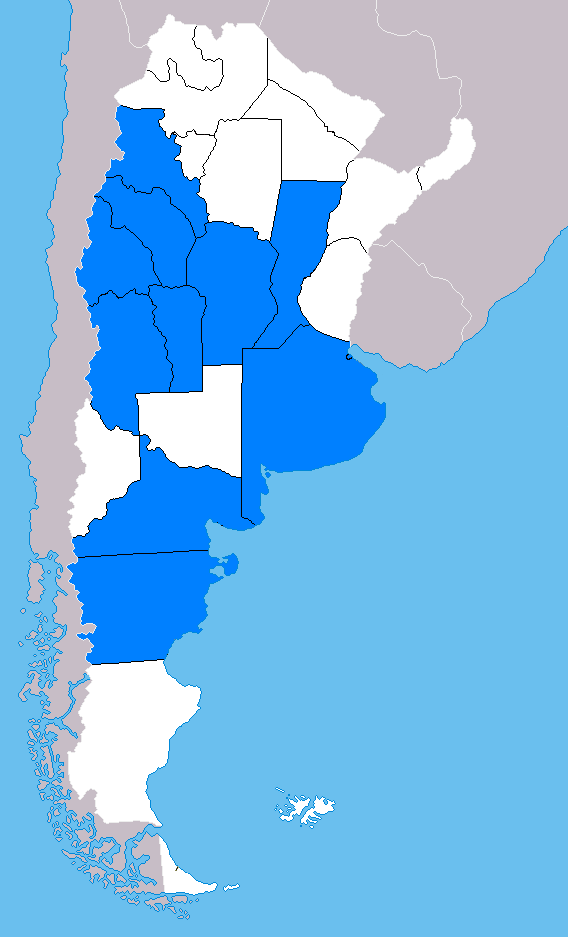
Provincias donde existe Hejalutz Lamerjav en Argentina

Cada merkaz (centro) tiene su Hanagá (Conducción) compuesta por el Rosh (Cabeza), Rosh Jinuj (Encargado de Educación) y Guizbar (Tesorero).

## Mazkirut Peilá
La Mazkirut Peilá (Secretaría de Acción) es el grupo de trabajo más cotidiano que tiene la Tnuá y son los encargados de tener un contacto fluido con todas las ciudades, organizar y llevar a cabo los encuentros para toda la tnuá a lo largo del año, hacer los programas de jinuj (educación) para todos los merkazim (centros) y administrar los fondos y recursos que disponga el movimiento para poder cumplir los objetivos que se planteen.
Los tafkidim que la componen son:
- Mazkir (Secretario)
- Guizbar (Tesorero)
- Rosh Jinuj (Encargado de Educación)

```
Rosh Hanala ( encargado de los comités)
Rosh Jutz ( encargado de las relaciones exteriores)
```

- Shlijim (Enviados de Israel)

La Mazkirut Artzit (Secretaría Nacional) se compone por la Mazkirut Peilá más las Hanagot de los Merkazim.

## Shjavot
| Shijvá (Grupo)        | Edad |
| --------------------- | ---- |
| Pre Jotrim            | 9    |
| Jotrim (Remadores)    | 10   |
| Jotrim Bogrim         | 11   |
| Tzofim (Vigías)       | 12   |
| Tzofim Bogrim         | 13   |
| Lojamim (Luchadores)  | 14   |
| Iotzrim (Creadores)   | 15   |
| Iotzrim Bogrim        | 16   |
| Poalim (Trabajadores) | 17   |
| Magshimim             | 18+  |

Si bien los anteriormente nombrados son los nombres de las Shjavot, muchas veces se los simplifica llamándolos: Tzeirim (9 a 12), Beinonim (13 y 14) y Bogrim (15 y 16). Todos ellos son janijim y reciben peulot(actividades) los sábados en sus respectivos merkazim.
Los Magshimim se dividen en Tzeirim (18), Beinonim (19) y Bogrim (20) y son los madrijim encargados de planificar y llevar a cabo las peulot.

## Encuentros
Estos son los encuentros mínimos que se realizan durante un año. Pueden tener variaciones dependiendo la época.

### Majané Kaitz
El Majané Kaitz (Campamento de verano) tiene una duración 10 días y generalmente se lleva a cabo durante los primeros días de enero.
Se realizan peulot referidas a las temáticas definidas a tratar en el encuentro.
Este es el cierre y el comienzo del año para la tnuá donde participan todos los merkazim.
Previo al majané existe la vanguardia. En la misma algunos madrijim preparan el lugar, arman las carpas, y planifican actividades especiales.
Este es el encuentro central de la tnuá en donde se comparten experiencias, se crean nuevas amistades, nos divertimos y aprendemos.
En este encuentro, aparte de las peulot normales hay actividades especiales como la supervivencia, en donde todo el majané se divide en plugot y duerme afuera del majané.
Uno de los días se ocupa para la Hanalá, donde la shijvá más grande de la tnuá (Iotzrim Bogrim) toma las riendas del majané.
Finalmente, está la ceremonia del “Mifkad Esh” en el cual se hace traspaso de Shijvot y se cierra y comienza un nuevo año.

### Seminar Joref

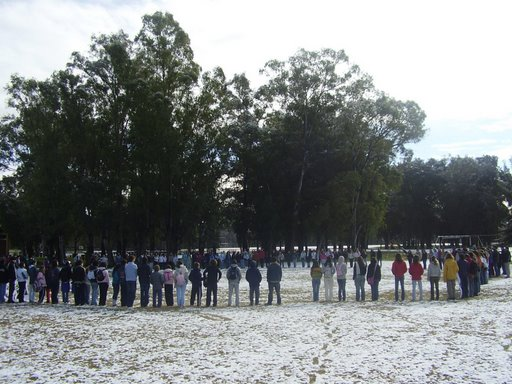
Tradicional "Mifkad" en el Seminar Joref 2007

Este encuentro el segundo más importante. Generalmente se hace en las vacaciones de invierno y durá 4 días, en lugares cerrados.
El mismo tiene la particularidad en que la shijvá de Poalim, concurren como janijim y reciben peulot especiales ya que es su último encuentro como janijim de la tnuá.
También se lleva a cabo un Jidón (Concurso) en el cual participan una gran cantidad de janijim, y cada año consiste en un tema distinto.
Este encuentro culmina con la ceremonia de entrega de las jultzot a los Poalim.

### Iom Haatzmaut
Como parte del Consejo Juvenil Sionista Argentino, Hejalutz forma parte del encuentro que realizan todas las tnuot en Iom Haatzmaut, donde se comparten experiencias e ideas con gente de otros movimientos. La tnuá también participa de la marcha que se hace anualmente y del acto conjuntamente con todas las comunidades.

### Iotzrim Bogrim
En este se juntan todos los Iotzrim Bogrim(la shijvá más grande de janijim) del país y se llevan a cabo peulot especiales en donde se intenta que los janijim se identifiquen al máximo con su tnuá y que tomen las herramientas necesarias para subir a la hadrajá el año posterior.

### Jinuj
Este encuentro se realiza dos veces al año. Participan los Rashei Jinuj de cada merkaz, y además de tener capacitaciones referidas a jaguim/moadim, se establecen los parámetros a seguir en el área educativa dentro de la tnuá para los próximos meses.

### Madrijim
Este encuentro sirve para que los madriim fijen sus objetivos como tnuá, se capaciten constantemente, formen ideas de lo que se va realizando durante el año y planificar nuevos proyectos. 

### Rashei Kehilot
En este encuentro se juntan los roshim de los merkazim y los dirigentes de las comunidades de todo el país, donde participan en charlas y actividades para tratan formas de trabajo entre la tnuá y la comunidad y conocer las funciones que cumplen los movimientos juveniles dentro de cada keilá (comunidad).

### Moatzá
Este es el ámbito de decisión más grande que tiene la tnuá ya que en él se reúnen todos los madrijim del país para hacer un sikum del año, elegir los nuevos tafkidim de la Mazkirut Peilá y para la planificación de proyectos y la forma de trabajo para el año.

### Pre Majané Kaitz y Pre Seminario
Estos encuentros se realizan antes de los campamentos. En estos se planifica todo lo referido a estos encuentros.

## Shnat Hajshará
El Shnat Hajshará es un proceso en la etapa tnuatí en donde los madrijim en la shijvá de magshimim van por un año Israel, a capacitarse en forma personal y grupal con su kvutzá para luego volcar todos esos conocimientos adquiridos en la tnuá y en su comunidad.
El plan está compuesto por Majón Le Madrijim, plan durante el cual se estudia y se comparten experiencias con jóvenes de distintas tnuot de Latinoamérica y el Mundo. 
Hasta el 2008, al terminar los programas comenzaba la etapa organizada por la tnuá. Desde el 2009, esto se invirtió y Hejalutz Lamerjav realiza la experiencia de vivir en un Kibutz y en Comuna antes del Majón Le Madrijim.

## Curiosidades

### Ba Derej
Desde octubre del 2008, la tnuá creó un newsletter semanal para comunicar a todos los interesados las actividades del movimiento. El mismo se titula Ba Derej (En el camino).

### Radio HL
En abril de 2009, surge la iniciativa de bogrim de la Tnuá de crear una emisoria de radio (por Internet) propia del movimiento (Radio HL (enlace roto disponible en Internet Archive; véase el historial, la primera versión y la última).). Actualmente se encuentra en el periodo de prueba, pero su salida al aire es inminente.